# 15 de Septiembre el Pantano
15 de Septiembre el Pantano är en ort i Mexiko.   Den ligger i kommunen Zacualtipán de Ángeles och delstaten Hidalgo, i den sydöstra delen av landet, 140 km norr om huvudstaden Mexico City. 15 de Septiembre el Pantano ligger 1 946 meter över havet och antalet invånare är 178.
Terrängen runt 15 de Septiembre el Pantano är kuperad. Runt 15 de Septiembre el Pantano är det ganska glesbefolkat, med 22 invånare per kvadratkilometer. Närmaste större samhälle är Zacualtipán, 1,4 km norr om 15 de Septiembre el Pantano. I omgivningarna runt 15 de Septiembre el Pantano växer huvudsakligen savannskog.